# Lomaria martinicensis
Lomaria martinicensis là một loài dương xỉ trong họ Blechnaceae. Loài này được Spr. mô tả khoa học đầu tiên năm 1822.
Danh pháp khoa học của loài này chưa được làm sáng tỏ. 